# Javorella
Javorella is een geslacht van kevers uit de familie van de loopkevers (Carabidae). De wetenschappelijke naam van het geslacht is voor het eerst geldig gepubliceerd in 2003 door Curcic & al..

## Soorten
Het geslacht Javorella is monotypisch en omvat slechts de volgende soort:
- Javorella javorensis Curcic; Brajkovic; Curcic & Mitic, 2003